# 南梁台子管委会
南梁台子管委会即南梁台子农牧场管委会，是中华人民共和国宁夏回族自治区銀川市贺兰县下辖的一个类似乡级单位。

## 行政区划
南梁台子管委会下辖以下地区：
铁西大队村和铁东大队村。